# Ozbrojené akce polského protinacistického odboje
K významnějším ozbrojeným akcím začal polský protinacistický odboj sahat v roce 1943. Zde je výčet těch nejdůležitějších:

## 1943
- 26. březen: Akce u Arsenálu (Szare Szeregi)
- 19. duben – 16. květen: povstání ve varšavském ghettu (židovský odboj)
- srpen 1943 – únor 1944: Akce Pás (Zemská armáda)
- listopad 1943 – říjen 1944: Akce Bouře (Zemská armáda)

## 1944
- 1. únor: Akce Kutschera (Zemská armáda)
  - 1. srpen – 2. říjen: varšavské povstání (v rámci Akce Bouře; Zemská armáda)